# Hugo Maia de Loureiro
Hugo Ribeiro Maia de Loureiro (Lisboa, 27 de maio de 1944 – Torres Vedras, 22 de fevereiro de 2024) foi um cantor português.

## Biografia
Era filho de Afonso Henriques Ivens Ferraz Maia de Loureiro (Moçambique, 1917 – Lisboa, 1999), piloto de aviação comercial, e da poetisa Maria Berta Ribeiro dos Santos Silva (Matosinhos,1922 - Lisboa, 1999).
Entrou num dos programas Zip-Zip, em 1969, com "Fonte de Água Vermelha". Lançou o EP "Fonte de Água Vermelha/Menino Rei/Faina/Rosas e Espinhos".
Participou no Festival RTP da Canção de 1970 com "Canção de Madrugar", alcançando o 2.º lugar. Em 1971 regressou ao Festival, tendo ficado em 4.º lugar com "Crónica De Um Dia". Ainda na editora Zip-Zip lançou o álbum "Gesta".
Em 1977 foi um dos participantes no conhecido programa A Visita da Cornélia no qual foi o vencedor.
Casou com Ana Maria de Lima Brasil, da qual teve três filhos e uma filha.
Faleceu a 22 de fevereiro de 2024, aos 79 anos.

## Discografia
Álbuns
- Gesta - 1972

Ep's e singles
- Fonte de Água Vermelha/Menino Rei/Faina/Rosas e Espinhos - 1969
- Canção de Madrugar/Canção de Amanhecer - 1970
- Canto/Semi-Dito - 1971
- Crónica De Um Dia/Semi-Dito - 1971